# 미국-중화인민공화국 관계

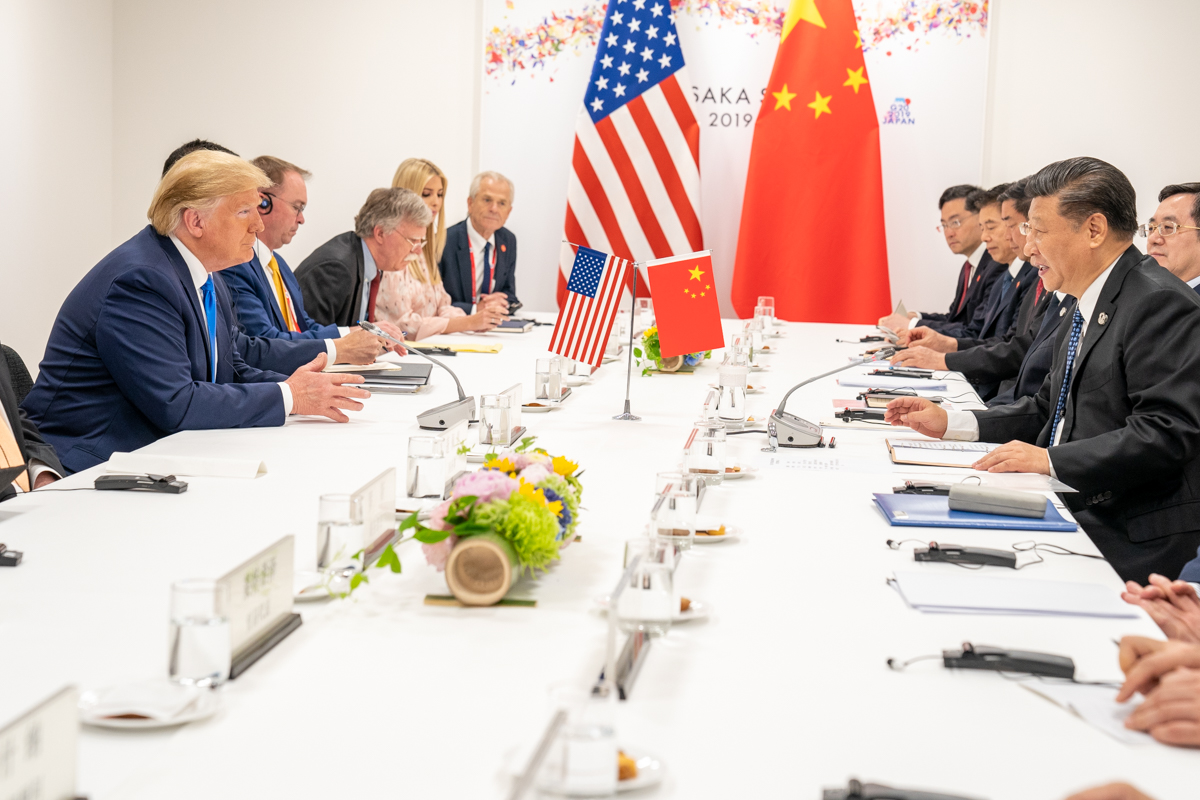
2019년 6월 오사카에서 열린 제14차 G20 회의에서 도널드 트럼프 전 미국 대통령 과 시진핑 중국 국가 주석.

미국과 중화인민공화국은 1949년 이래로 관계가 복잡했다. 1980년 이후 경제적 유대는 급속히 성장했다. 이 관계는 경쟁일 뿐만 아니라 긴밀한 경제적 유대 관계 중 하나이다. 세계 지도자들과 학자들에 의해 21세기 세계에서 가장 중요한 양자 관계로 묘사되었다. 한편 중국과의 관계는 1845년 왕샤 조약까지 천천히 시작되었다. 미국은 일본과의 태평양 전쟁 (1941-1945) 동안 중화민국과 동맹을 맺었지만, 국공 내전 중 중국 본토에서 중국공산당의 승리 이후 인민해방군과 대규모 무력 충돌을 벌였다. 한국전쟁에서 중화민국은 1972년 리처드 닉슨 대통령이 중국을 방문할 때까지 25년간 수교하지 않았다. 닉슨의 방문 이후 지미 카터를 제외한 모든 미국 대통령은 중국을 방문했다. 중국과의 관계는 버락 오바마 미국 대통령의 아시아 중심축 전략에 따라 긴장 상태에 빠졌다. 임기 동안의 긴장에도 불구하고 중국인의 미국 호감도는 2016년 오바마 행정부의 마지막 해에 51%에 머물렀다가 트럼프 행정부에서 하락했다.
도널드 트럼프 미국 대통령과  시진핑 중국 공산당 총서기 치하에서 미국은 중국의 남중국해 군사화와 중국의 대미 간첩 문제를 주장하면서 대중 견제를 본격화 하였고 자연히 양자 관계가 급격히 악화되었다. 트럼프 행정부는 2017년 국가안보전략부터 중국을 '전략적 경쟁자'로 규정했다. 이후 중국에 대한 무역 전쟁을 시작했고 , 화웨이 및 신장 자치구의 인권 침해를 주장하며 미국 기업이 이들와 관련된 기타 기업에 장비를 판매하는 것을 금지했으며, 중국 국적 학생과 학자에 대한 비자 제한을 강화했다. 트럼프 행정부 기간, 특히 미중 무역 전쟁이 시작된 이후로 정치 관찰자들은 새로운 냉전 이 도래하고 있다고 경고하기 시작했다. 2020년 5월까지 양측이 전 세계적인 코로나19 범유행에 대해 상대방을 공격할 동맹국을 모집함에 따라 관계는 가장 낮은 수준으로 악화되었다.
중국과 미국 사이의 긴장은 바이든 행정부 아래 남아있어 중국을 미국 외교 정책 시행의 초점 중 하나로 만들었다. 바이든 행정부는 중국이 부당하게 홍콩을 대우하고, 대만을 위협하며, 위구르 집단 학살을 자행하고, 사이버 공격 등을 자행한다고 주장하며 더더욱 대립적인 자세가 지속되었다. 그들은 한편 중국의 외교에 대해서도 중국이 타국을 강압하는 전랑 외교를 한다고 주장한다.

## 역사

### 한국 전쟁
1949년 인민해방군이 중국 본토 정복을 완료하기 위해 남쪽으로 이동함에 따라 미국 대사관은 장제스의 중화민국 정부를 따라 타이페이로 갔고 미국 영사관 관리는 중국 본토에 남아 있었다. 1950년 12월, 인민 공화국은 총 1억 9,680만 달러에 달하는 미국의 모든 자산과 재산을 압수했다. 이에 앞서 미국은 11월 중국의 한국전쟁 참전 이후 미국에 있는 중국 자산을 동결했다.
한국 전쟁은 6월 25일 모스크바, 베이징과 밀접한 공산 국가인 북한의 남한 침공으로 시작되었다. 이에 대한 대응으로 유엔 안전보장이사회는 유엔 안보리 결의 82호를 통과시켜 대북 전쟁을 만장일치로 선언했다. 거부권을 가진 소련은 유엔 절차를 보이콧했다. 미국 주도의 유엔 공세는 침략자들을 38선 남북 국경 너머로 밀어내고 중국과 북한 국경의 압록강에 접근하기 시작했다. 유엔은 한국의 통일을 승인했고 중국은 압록강 국경에서 한국과의 적대 세력을 용인할 수 없었다. 중국이 국가 안보를 이유로 전쟁에 개입할 것이라는 저우언라이(Zhou Enlai) 총리와 외무장관의 경고는 트루먼 대통령에 의해 기각됐다. 1950년 10월 말 중국의 개입은 온종 전투로 시작되었다. 청천강 전투에서 인민의용군은 유엔군을 압도하거나 측면을 공격하여 미8군을 패배시켰다. 1950년 12월 11일 청천강 전투 직후 유엔이 중국에 제시한 휴전은 그 전투와 더 광범위한 2단계 공세에서 승리한 후 무적을 확신한 마오 정부에 의해 거부되었다. 또한 유엔군을 한국에서 철수함으로써 완전한 승리를 원한다는 중국의 열망을 보여주기를 원했다. 제3차 서울 해전과 횡성해전에서 청나라가 승리했지만 유엔군은 회복되어 38선 부근까지 후퇴했다. 교착 상태가 발생했다. 교착 상태는 1953년 7월 27일 휴전협정이 체결되면서 끝났다. 그 이후로 분단된 한국은 한국에 대규모 미군이 주둔하면서 미중 관계에서 중요한 요소가 되었다.

### 베트남 전쟁
중화인민공화국은 북베트남에 자원과 훈련을 제공했고 1962년 여름에 마오는 하노이에 90,000개의 소총과 총을 무료로 제공하는 데 동의했다. 아메리카의 출시 후 작동 롤링 썬더 1965 년, 중국은 수천의 추가 수백 확보, 미국의 폭격으로 인한 피해를 복구 도로와 철도를 재건 및 기타 엔지니어링 작업을 수행하기 위해 북한 베트남 대공 유닛 및 엔지니어링 대대를 보내 북한을 미군의 전투를 위한 베트남군 부대는 남베트남을 지원했다. 미국은 베트남 전쟁에서 58,159명의 군대를 잃었다.
북베트남에서 중국인의 존재는 미국 관리들에게 잘 알려져 있으며 분쟁에서 미국의 전략을 둘러싼 여러 요인을 설명할 수 있다. 특히 린든 B. 존슨 대통령과 로버트 맥나마라 국방장관은 6·25전쟁이 되풀이될 것을 우려해 북베트남에 대한 지상침공 가능성을 일찌감치 배제했다. 그러나, 미국의 북베트남 침공에 대한 중국의 반응이 정확히 무엇이었는지는 불분명하다. 보도에 따르면 마오쩌둥은 에드거 스노에게 중국은 하노이 정권을 구하기 위해 싸울 생각이 없으며, 그렇지 않으면 미군과 교전하지 않을 것이라고 말했다. 중국 영토로 넘어갔다. 다른 경우에 마오는 인민해방군이 한국에서 했던 것처럼 미국을 다시 공격할 수 있다는 자신감을 표명했다. 중국의 계획이 무엇이든 존슨 행정부는 운명을 시험하는 것을 꺼려했기 때문에 미군 지상군은 북베트남으로 넘어가지 않았다.

### 관계의 냉각
1949년과 1971년 사이에 미중 관계는 일관되게 적대적이었고 양방향에서 빈번한 선전 공격이 있었다. 1954년 제네바 회담에서 존 포스터 덜레스 국무장관은 중국 대표단과의 어떠한 접촉도 금지하고 중국의 수석 협상 가인 저우언라이와의 악수를 거부했다.  존 F. 케네디 대통령 (1961-1963) 하에서 관계가 악화되었다. 쿠바 미사일 위기 이전에 워싱턴의 정책 입안자들은 이데올로기, 국가적 야망, 많은 국가에서 공산주의 활동을 지도하는 역할에 대한 준비를 바탕으로 중국이 소련과 단절할지 여부를 확신하지 못했다. 1962년 11월 중국-인도 국경 전쟁과 쿠바 미사일 위기에 대한 중국의 대응으로 새로운 통찰력이 생겼다. 케네디 행정부 관리들은 중국이 소련보다 더 전투적이고 더 위험하다고 결론지었고, 양국은 중국의 야망을 억제하려고 노력하면서 모스크바와 더 나은 관계를 유지하는 것이 바람직하다고 결론지었다. 대만에 대한 미국의 동맹국이 유엔 안전보장이사회에 대한 결정적인 거부권을 행사했기 때문에 중국에 대한 외교적 승인은 문제가 되지 않았다. 미국은 중국이 유엔에서 중국의 자리를 차지하는 것을 막기 위해 계속 노력했고 동맹국들이 중국과 거래하지 않도록 독려했다. 미국은 중국과의 무역을 금지하고 동맹국들이 이를 따르도록 독려했다.
중국은 1964년에 핵무기를 개발 했으며, 나중에 기밀 해제 문서에서 밝혀진 바와 같이 존슨 대통령은 핵 프로그램을 중단하기 위한 선제 공격을 고려했다. 그는 궁극적으로 그 조치가 너무 많은 위험을 안고 있다고 결정했고 폐기되었다. 대신 존슨은 관계를 개선할 방법을 찾았다. 미국 대중은 무역 금수 조치의 완화와 같은 중국과의 접촉을 확대하는 아이디어에 더 개방적인 것처럼 보였다. 그러나 베트남 전쟁은 북베트남을 지원하는 중국과 함께 격렬했다. 마오쩌둥의 대약진운동은 중국을 제대로 산업화하려는 목표에 실패 하고 기근을 촉발시켰고, 그의 문화혁명은 미국에 적대감을 행사했고 결국 존슨은 교착 상태를 바꾸려는 움직임을 보이지 않았다.
공식적인 승인을 받지 못함에도 불구하고 미국과 중화인민공화국은 1954년부터 1970년까지 대사급 회의를 136회 개최했으며, 처음에는 제네바에서, 1958-1970년에는 바르샤바에서 개최되었다.
1967년부터 외국 청구권 합의 위원회는 중국 청구권 프로그램을 설립했으며, 이 프로그램에서 미국 시민들은 1950년 공산주의가 외국 재산을 압류한 후 잃어버린 자산과 재산의 총액을 지정할 수 있었다. 미국 기업들은 (미래의 지도자) 덩샤오핑의 안정적인 비즈니스 환경에 대한 확신에도 불구하고 중국에 대한 투자를 주저했다.

### 전환
1960년대 말은 전환기를 가져왔다. 중국의 경우 존슨 미국 대통령이 1968년 베트남 전쟁을 종식시키기로 결정했을 때 중국에게 미국은 더 이상 아시아 확장에 관심이 없다는 인상을 주었고 소련은 공산주의자를 몰아내기 위해 체코슬로바키아에 개입하면서 더 심각한 위협이 되었다. 정부가 중국에 간섭할 가능성이 있다.
이것은 1969년 중소 국경 분쟁 이후 중화인민공화국의 특히 중요한 관심사가 되었다. 중국은 외교적으로 고립되어 있었고 지도부는 미국과의 관계 개선이 소련 위협에 대한 유용한 균형이 될 것이라고 믿게 되었다. 1969년에 미국은 무역 제한 및 양자간 접촉에 대한 기타 장애물을 완화하기 위한 조치를 시작했고 중국은 이에 대응했다. 그러나 이러한 화해 과정은 중국이 미국의 적을 지원하던 베트남 전쟁으로 인해 지연되었다. 그러나 중국과 미국 지도자 간의 의사 소통은 중개자로 루마니아, 파키스탄, 폴란드를 통해 이루어졌다.
미국에서는 존 킹 페어뱅크 등의 학자들이 베이징 정부에 대해 현실적으로 대처할 필요가 있다고 지적한 반면, 미중관계 국가위원회 등의 단체는 대중의 인식 제고를 위해 토론회를 후원했다. 많은 사람들이 베트남, 캄보디아, 라오스에서 공산주의 운동의 배후에서 공산주의 중국의 망령을 보았지만 점점 더 많은 사람들이 중국이 미국과 동맹을 맺는다면 소련에 대항하여 세계 권력의 대대적인 재분배를 의미할 것이라고 결론지었다. 거의 10억 명에 가까운 소비자가 있는 중국 본토 시장은 미국 기업의 관심을 끌었다. 상원 외교 위원회 의장인 J. William Fulbright 상원의원은 이 문제에 대해 일련의 청문회를 개최했다.
리처드 닉슨은 취임사에서 양국이 대결의 시대를 거쳐 협상의 시대에 진입하고 있다고 언급했다. 1960년 대선 기간 동안 닉슨은 장개석을 열렬히 지지했지만, 1990년대 후반까지 그는 점점 "중국을 화나게 하고 고립되게 둘 이유가 없다"고 말하기 시작했다. 1968년 닉슨의 대통령 당선은 처음에 베이징의 적대감에 시달렸다. 인민일보는 사설에서 그를 "자본주의 세계가 절망에 빠진 추장"으로 비난했다. 닉슨은 비록 두 나라 사이에 엄청난 차이가 있음에도 불구하고 중국과 관계를 구축하는 것이 미국의 국익에 부합한다고 믿었다. 그는 국가안보보좌관인 헨리 키신저의 도움을 받았다. 닉슨의 생각에는 국내 정치도 영향을 미쳤다. 중국의 성공적인 구애가 1972년 미국 대통령 선거에서 그를 도울 수 있었기 때문이다. 그는 또한 민주당원 중 한 명이 기회를 잡기 전에 자신을 선점하고 중국으로 갈까 걱정했다.
1971년 글렌 코완과 좡쩌둥이라는 탁구 선수의 뜻밖의 우호적인 만남으로 중국 방문의 길이 열렸고 마오쩌둥 주석이 직접 승인했다. 1971년 4월, 선수들은 공산당 집권 이후 공식적으로 중국을 방문한 최초의 미국인이 되었다. 이를 순조롭게 받아들이면서 ' 핑퐁 외교 '라는 말이 생겨났고, 양측 모두에게 자신감을 불어넣었다. 핑퐁 외교를 통해 기자들도 국내에 입국할 수 있게 되면서 양측에 소통의 장을 열었고 기존의 장벽을 허물었다. 이것은 나중에 일어날 무역 파트너십의 시작을 순조롭게 했다. 1971년 7월, 헨리 키신저는 파키스탄을 여행하는 동안 병에 걸린 척하고 하루 동안 대중 앞에 나타나지 않았다. 그는 실제로 저우언라이 중국 총리와 협상하기 위해 베이징에 일급비밀 임무를 수행하고 있었다.
키신저와 그의 측근들은 베이징에서 따뜻한 환영을 받지 못했고 그들이 묵은 호텔에는 미제 제국주의를 폄하하는 팸플릿이 가득했다. 그러나 저우언라이와의 회담은 생산적이었고 중국 총리는 중미 관계 개선에 대한 희망을 표명했다. 그는 미국이 의도적으로 중국을 고립시킨 것이지 그 반대가 아니라, 외교 관계 회복을 위한 어떤 주도권도 미국 측에서 나서야 한다고 말했다. 저우언라이는 고 케네디 대통령의 중국과의 관계 회복 계획에 대해 이야기하면서 키신저에게 "우리는 필요한 만큼 기다릴 용의가 있다. 이러한 협상이 실패하면 시간이 지나면 또 다른 케네디나 닉슨이 등장할 것이다."
1971년 7월 15일, 리처드 닉슨 대통령은 사명을 세상에 알리고 자신이 중국 방문 초대를 수락했다고 밝혔다.
이 발표는 전 세계에 즉각적인 충격을 주었다. 미국에서 일부 강경한 반공주의자 (가장 두드러진 것은 자유지상주의적인 애리조나 상원의원 배리 골드워터)가 이 결정을 비난했지만 대부분의 여론은 이러한 움직임을 지지했고 닉슨은 그가 바랐던 여론조사에서 상승세를 보았다. 닉슨은 뛰어난 반공주의자 자격을 가지고 있었기 때문에 "공산주의에 연약하다"는 말에 거의 면역이 되었다. 닉슨과 그의 측근들은 언론 보도가 드라마틱한 이미지를 제공하도록 하고 싶었다. 닉슨은 특히 강력한 뉴스 보도를 열망했다.
중국 내에서도 좌익 세력의 반대가 있었다. 이 노력은 소련으로 망명하려다 몽골 상공에서 의문의 비행기 추락 사고로 사망한 군사령관 린뱌오가 주도한 것으로 알려졌다. 그의 죽음은 방문에 대한 대부분의 내부 반대 의견을 잠재웠다.

### 연락 사무소
1973년 5월, 미국과 중국은 공식적인 외교 관계를 구축하기 위해 베이징에 USLO(미국 연락 사무소 )를, 워싱턴에 상대 PRC 사무소를 설립했다. 중국은 소련을 주요 적으로 간주하고 있음을 분명히 하고 미국에 강력함을 촉구함으로써 모스크바를 혼란스럽게 만들었다. 조지 부시 연락관은 “중국은 계속 우리가 강하기를 원하고, 우리가 유럽을 방어하기를 원하고, 국방예산을 늘리기를 원하고 있다”고 결론지었다. 부시는 미국의 참여가 아시아와 전 세계의 시장, 동맹국 및 안정을 지원하는 데 필수적이라고 결론지었다.
제럴드 포드 대통령은 1975년 중국을 방문하여 중국과의 국교 정상화에 대한 미국의 관심을 재확인했다. 1977년 취임 직후 지미 카터 대통령은 상하이 성명의 목표를 재확인했다. 사이러스 밴스 미 국무장관 , 즈비그뉴 브레진스키 카터 국가안보보좌관 , 미셸 옥센버그 국가안보회의 고위 보좌관은 카터에게 중국과의 완전한 외교 및 무역 관계를 모색하도록 격려했다. Brzezinski는 소련에 대항하기 위해 베이징과 신속하게 안보 관계를 수립하려고 노력했지만, Carter는 그러한 거래가 SALT II 협상을 포함한 기존의 미국-소련 관계를 위협할 것이라고 믿고 Vance의 편을 들었다. 이에 행정부는 군사적 관계가 아닌 정치적 정상화를 신중하게 추진하기로 했다. Vance, Brzezinski, Oksenberg는 1978년 초에 베이징으로 여행을 가서 당시 연락 사무소의 책임자였던 Leonard Woodcock과 함께 작업하기 위한 토대를 마련했다. 미국과 중화인민공화국은 1978년 12월 15일 양국 정부가 1979년 1월 1일 국교를 수립한다고 발표했다.

### 정상화
1979년 1월 1일자 외교 관계 수립에 관한 공동 성명에서 미국은 외교 승인을 타이베이에서 베이징으로 이전했다. 미국은 중국은 하나의 중국이고 대만은 중국의 일부라는 중국의 입장을 상하이 성명에서 다시 확인했다. 중국은 미국 국민이 대만 국민과 상업, 문화 및 기타 비공식적 접촉을 계속할 것임을 인정했다.
1979년 1월 덩샤오핑의 워싱턴 방문으로 1989년 봄까지 계속된 일련의 중요하고 고위급 교류가 시작되었다. 이로 인해 특히 과학, 기술, 문화 교류 및 무역 관계 분야에서 많은 양자간 협정이 체결되었다. 1979년 초부터 미국과 중국은 최대 양자 프로그램인 과학 기술 협력 협정에 따라 수백 개의 공동 연구 프로젝트와 협력 프로그램을 시작했다.
1979년 3월 1일, 양국은 공식적으로 서로의 수도에 대사관을 설립했다. 1979년 미지급된 사적 청구권이 해결되고 양자 무역 협정이 체결되었다. 월터 몬데일 부통령은 1979년 8월 중국을 방문하여 덩샤오핑 부총리의 방문에 보답했다. 이 방문을 통해 1980년 9월 해상 문제, 민간 항공 연결, 섬유 문제에 관한 협정과 양자 간 영사 협약이 체결되었다.
1980년에 시작된 고위급 및 실무급 접촉의 결과로 중국과의 미국 대화는 세계 및 지역 전략 문제, 군비 통제, 유엔 등을 포함한 정치-군사 문제를 포함한 광범위한 문제를 다루기 위해 확대되었다. 다자기구 업무 및 국제 마약 문제. 뉴욕시와 베이징이 자매도시가 되었다.
1980년 대통령에 당선된 직후 로널드 레이건은 중국을 비판하고 대만과의 관계 회복을 환영하는 연설을 했다. 이러한 발언은 베이징에서 초기 우려를 불러일으켰지만 레이건의 보좌관들은 그의 발언에 대해 재빨리 사과했고, 차기 대통령은 곧 이를 철회했다. 레이건의 집권 첫 2년은 대통령의 거침없는 반공주의와 한국 분쟁, 이스라엘-팔레스타인 분쟁, 또는 포클랜드 전쟁 . 1982년 덩샤오핑은 마오쩌둥의 "삼세계" 이론을 반복하면서 미국과 소련 모두 제국주의를 비판했다. 1983년에는 미국으로 망명한 중국 테니스 선수 후나와 뉴욕 올림픽 퍼레이드 수레가 중국 국기가 아닌 대만 국기를 게양한 사건을 둘러싸고 다툼이 있었다.

### 대만 문제
1979년 초 미중 관계가 재개된 이후 대만 문제는 여전히 주요 논쟁거리였다. 과 외교 관계를 수립 할 수 있는 의사를 발표 한 후 중국 1978년 12월 15일에 (PRC를)는 중화 민국 (대만) 즉시 모두 대만과 미국에서 과격한 시위로 이어지는, 미국을 비난했다. 1979년 4월, 미국 의회는 법률로 서명한 대만관계법, 한편으로, 번영, 아직 미국의 권리와 대만을 제공하기 위해 대만과 비공식 관계를 허용 방어 캐릭터의 팔 다른 한편으로, . 정상화 이후 확대되는 관계는 1981년 중국이 대만에서 중화민국에 대한 미국 무기 판매 수준에 대해 반대하면서 위협을 받았다. 알렉산더 헤이그 미 국무장관은 1981년 6월 미국의 대만과의 비공식 관계에 대한 중국의 우려를 해소하기 위해 중국을 방문했다. 부시 부통령은 1982년 5월 중국을 방문했다. 8개월간의 협상 끝에 1982년 8월 17일 미중 공동 성명이 작성되었다. 이번 3차 성명에서 미국은 중화민국에 대한 무기 판매 수준을 점진적으로 줄이겠다는 의사를 밝혔고 중국은 대만 문제의 평화적 해결을 위한 노력을 기본 정책으로 설명했다.
급속한 경제 성장과 중국에 대응하여 민주주의적 특성의 출현에 대해 낙관적이었던 미국인들은 1989년 친민주적인 천안문 시위의 잔혹한 진압에 경악하고 실망했다. 미국 및 기타 정부는 중국의 위반에 대한 조치의 숫자 제정 인권을 . 미국은 중국과의 고위급 공식 교류와 미국에서 중국으로 무기 수출을 중단했다. 미국 은 또한 많은 경제 제재를 부과했다. 1990년 여름 G7 휴스턴 정상 회담에서 서방은 중국 본토, 특히 인권 분야에서 새로운 정치 및 경제 개혁을 요구했다.
천안문 사태는 미중 무역 관계를 혼란에 빠뜨렸고, 중국 본토에 대한 미국 투자자들의 관심은 급격히 떨어졌다. 관광객 트래픽이 급격히 감소했다. 부시 행정부는 1989년 6월 5일과 20일에 탄압을 비난하고 특정 무역 및 투자 프로그램을 중단했지만 의회는 이러한 조치의 대부분을 부과한 책임이 있었고 백악관 자체는 베이징에 대해 훨씬 덜 비판적인 태도를 취하여 두 나라는 정상 관계를 유지할 수 있다. 일부 제재는 입법화되었지만 다른 제재는 집행 조치였다.

### 빌 클린턴 시기
1992년 대선에 출마한 빌 클린턴은 전임자인 조지 HW 부시가 중국의 인권 문제보다 수익성 있는 무역 관계를 우선시한 것에 대해 날카롭게 비판했다. 그러나 1993-2001년 대통령으로서 클린턴은 자신의 위치에서 물러났다. 그는 중국이 원하는 목표를 분명히 했다. 여기에는 자유로운 이주 , 노동력으로 만든 상품의 수출 금지, 평화로운 시위대의 석방, 국제 기준에 따른 수감자 대우, 티베트의 독특한 지역 문화 인정, 국제 텔레비전 및 라디오 방송 허용, 명시된 인권 준수가 포함되었다. 유엔 결의에 의해. 중국은 이를 거부했고 1994년 여름까지 클린턴은 패배를 인정하고 무역 관계 정상화를 요구했다. 그러나 의회의 압력, 특히 공화당의 압력으로 인해 클린턴은 베이징의 강한 불만에도 불구하고 대만에 대한 무기 판매를 승인하게 되었다.
1996년 인민해방군 은 대선을 앞두고 중화민국 유권자를 위협하기 위해 대만 해협에서 군사 훈련을 실시 하여 제3차 대만 해협 위기를 촉발했다. 미국은 이 지역에 2개의 항공모함 전단을 파견했다. 그 후 대만해협의 긴장이 완화되고 미국과 중국의 관계가 개선되어 인권, 핵확산, 무역을 포함한 수많은 양자 문제에 대한 고위급 교류가 증가하고 진전이 이루어졌다. 1997년 가을, 장쩌민(江澤民) 중국 국가주석이 미국을 방문했는데, 이는 최고 지도자로서는 1979년 이후 처음으로 미국을 국빈 방문한 것이다. 그 방문과 관련하여 양측은 1985년 평화적 핵 협력에 관한 합의의 이행 및 기타 여러 문제에 대해 합의했다. 클린턴 대통령은 1998년 6월 중국을 방문했다. 그는 중국 본토를 광범위하게 여행했으며 대통령이 미국의 이상과 가치를 전달할 수 있도록 라이브 연설과 라디오 쇼를 포함하여 중국 사람들과 직접적인 교류를 했다. 그러나 클린턴 대통령은 중국 본토의 인권 침해에 적절한 관심을 기울이지 않았다는 이유로 일부 사람들의 비판을 받았다.
1999년 5월 미국이 베오그라드에 있는 중국 대사관에 대한 폭탄 테러로 관계가 잠시 손상되었다. 이 사건은 일부 중국인들이 고의적인 것으로 믿었지만 백악관이 정보와 군대 간의 오협조라고 밝혔다. 어쨌든 베이징은 며칠 동안 대규모 반미 시위로 요동쳤다. 1999년 말까지 관계가 점차 개선되기 시작했다. 1999년 10월 양국은 베오그라드와 중국의 외교부 재산 피해에 대한 배상과 희생자 유가족에 대한 배상에 합의했다. 1999년 미중 관계는 로스 알라모스 국립 연구소의 중국계 미국인 과학자가 중국에 미국의 핵 비밀을 제공했다는 비난으로 인해 손상되었다.

### 조지 W. 부시 시기
2000년 대선 후보로서 조지 W. 부시는 클린턴-고어 행정부가 중국에 너무 우호적이라고 거듭 비판했다. 그는 중국이 전략적 경쟁자라고 경고했다. 일찍이 부시 대통령은 8척의 잠수함을 포함하여 대만에 무기 판매를 늘렸다. 중국에 대한 부시의 적대적 입장은 9·11 테러 이후 갑자기 역전되었다. 곧 그는 중국을 테러와의 전쟁에서 전략적 파트너라고 부르고 대만과의 거래를 연기했다.
두 명의 중국 시민이 세계 무역 센터 공격으로 사망했다. 중국 기업과 개인은 미국 기업에 조의를 표했다. 신장 자치구의 이슬람 분리주의자들로 인해 어려움을 겪고 있는 PRC는 APEC China 2001 에서 열린 테러와의 전쟁에 대해 강력한 대중적 지지를 제공했다. 중국은 UNSCR 1373 에 찬성표를 던졌고 , 아프가니스탄 연합군 캠페인 을 공개적으로 지원했으며, 탈레반 패배 이후 아프간 재건에 1억 5천만 달러의 양자 지원을 제공했다. 9.11 테러 공격 직후, 미국과 중국은 대테러 대화를 시작했다. 3차 회담은 2003년 2월 베이징에서 열렸다.
미국에서는 알카에다의 테러 공격 위협이 담론의 성격을 크게 바꿨다. Blue Team 이 이전에 주장한 것처럼 중국이 미국에 대한 주요 안보 위협이며 중동과 테러와의 전쟁에 초점을 맞출 필요가 있어 잠재적 혼란을 피할 수 있다고 주장하는 것은 더 이상 그럴듯하지 않았다. 동아시아는 미국의 우선 순위이다.
중국과 미국은 또한 북한 및 북한의 핵무기 프로그램과 관련된 문제를 포함하여 지역 문제에 대해 긴밀히 협력해 왔다. 중화인민공화국은 북한의 핵확산금지조약(NPT) 탈퇴 결정에 반대하고 북한의 핵능력에 대한 우려와 한반도 비핵화에 대한 열망을 강조했다. 또한 북한의 국제원자력기구(IAEA) 의무 불이행을 유엔 안전보장이사회에 회부하기로 의결했다.
대만은 불안정한 문제로 남아 있지만 여전히 통제되고 있다. 대만에 대한 미국의 정책은 사불일몰유를 강조하는 것과 관련되어 있다. 때때로 미국은 천수이볜 중화민국 대통령이 도발적인 독립을 지지하는 발언을 했다고 비난했다. 그러나 2005년 중국은 대만이 공식적으로 독립을 선언하면 중국은 "비평화적 수단"에 의존할 준비가 되어 있다고 명시한 반 분열법을 통과시켰다. 블루팀과 같은 중국에 대한 많은 비평가들은 중국이 중화민국 영토에 대한 주장을 주장하기 위해 미국의 이라크 전쟁을 이용하려 했다고 주장한다. 2008년 대만 유권자들은 마잉주를 선출했다. 국민당은 중국 본토와의 화해를 포함하는 플랫폼에서 캠페인을 벌였다. 그의 선거는 양안 관계의 미래에 중요한 의미를 갖다.

### 버락 오바마 시기
2008년 미국 대통령 선거는 전쟁과 경기 침체 문제를 중심으로 하였지만 버락 오바마 후보와 존 매케인 후보 도 미국의 대 중국 정책에 대해 폭넓은 발언을 했다. 양국은 주요 현안에 대해 중국과의 협력을 선호했지만 무역 정책에 대해서는 의견이 엇갈렸다. 오바마 대통령은 중국 수출업자에게 이익이 되도록 의도적으로 중국 위안화 가치를 낮추는 데 우려를 표명했다. McCain은 자유 무역이 중요하며 중국에서 변혁적인 영향을 미치고 있다고 주장했다. 그러나 매케인은 중국이 미국과 이익을 공유했지만 미국의 가치는 공유하지 않았다고 지적했다.
2008년 버락 오바마의 당선은 대부분의 지역 주민들과 중국의 국영 언론에서 긍정적인 반응을 불러일으켰다. 그의 대통령 재임은 양국 간의 협력 증대와 우호 수준 향상에 대한 희망을 키웠다. 2008년 11월 8일, 후진타오와 버락 오바마는 전화 통화에서 중국 대통령이 오바마의 선거 승리를 축하하는 대화를 나눴다. 대화 중에 양측은 미중 관계의 발전이 양국의 이익뿐만 아니라 세계의 이익에도 부합한다는 데 동의했다.

### 도널드 트럼프 시기
도널드 트럼프 대통령의 집권은 미국과 중국의 관계에 변화를 가져왔다.
대통령 당선자 와 트럼프의 전화 통화 대만의 사장 차이 잉원 2016년 12월 2일에 1979 년 이후 최초의 미국 대통령 당선자로 대만과의 접촉 또는 대통령이었다. 이는 베이징으로 하여금 외교적 항의를 제기하도록 자극했다("엄격한 표현"). 트럼프 대통령은 폭스뉴스 와의 인터뷰에서 "'하나의 중국' 정책은 충분히 이해하지만 중국과 합의하지 않는 한 '하나의 중국' 정책에 구속되어야 하는 이유를 모르겠다. 무역을 포함한 다른 일과 관련이 있다."

### 조 바이든 시기
2021년 새 바이든 행정부와의 관계에는 무역, 기술 및 인권, 특히 홍콩과 중국의 소수자 대우에 대한 긴장 고조가 포함되었다. 또한 남중국해 통제를 둘러싼 국제적 긴장이 고조되었다. 그러나 바이든과 시진핑 행정부는 기후 변화, 핵 확산 및 전 세계적인 코로나19 대유행에 관한 장기 프로젝트에 대해 협력하기로 합의했다.